# Manifesto (Shablo)
| Recensione | Giudizio |
| ---------- | -------- |
| Newsic     | 7,50/10  |

Manifesto è il quarto album in studio del disc jockey e produttore discografico italo-argentino Shablo, pubblicato il 4 luglio 2025 dalle etichette Oyster, Island e Urubamba.
L'album contiene il singolo La mia parola, con cui il produttore ha gareggiato al 75º Festival di Sanremo in duetto con Guè, Joshua e Tormento, classificandosi al diciottesimo posto al termine della manifestazione.

## Descrizione
Il progetto discografico si compone di diciassette tracce composte dallo stesso produttore con la collaborazione di diversi artisti e comprende quindici collaborazioni con artisti, tra cui Ele A, Ernia, Gaia, Guè, Inoki, Irama, Joan Thiele, Joshua, Mimì, Neffa, Noyz Narcos, Roy Woods, Rkomi, TY1 e Tormento.

## Tracce
1. Lost Manifesto (feat. Joshua) – 3:43 (testo: Joshua Bale, Massimiliano Cellamaro – musica: Pablo Miguel Lombroni Capalbo, Andrea Spigaroli, Edoardo Medici, Isabella Lentini, Vincenzo Luca Faraone)
2. Welcome to the Jungle (feat. Ernia, Joshua e Neffa) – 3:17 (testo: Ernesto Conocchia, Edoardo Medici, Giovanni Pellino, Joshua Bale, Matteo Professione – musica: Pablo Miguel Lombroni Capalbo, Emanuele Nazzaro, Vincenzo Luca Faraone)
3. Puoi toccarmi (feat. Guè, Joshua, Tormento) – 4:08 (testo: Cosimo Fini, Yearline Winston Rellum, Massimiliano Cellamaro – musica: Pablo Miguel Lombroni Capalbo)
4. La mia parola (feat. Guè, Joshua e Tormento) – 2:50 (testo: Cosimo Fini, Edoardo Medici, Joshua Bale, Massimiliano Cellamaro – musica: Pablo Miguel Lombroni Capalbo, Ernesto Conocchia, Roberto Lamanna, Vincenzo Luca Faraone)
5. Meglio che mai (feat. Mimì) – 3:23 (testo: Ernesto Conocchia, Francesco Gargantini Mezzena, Massimiliano Cellamaro, Mimì Caruso – musica: Pablo Miguel Lombroni Capalbo, Vincenzo Luca Faraone)
6. Non si può (feat. Joshua e Rkomi) – 3:28 (testo: Edoardo Medici, Joshua Bale, Mirko Manuele Martorana – musica: Pablo Miguel Lombroni Capalbo, Marco Spaggiari, Rocco Giovannoni, Vincenzo Luca Faraone)
7. Che storia sei? (feat. Joan Thiele, Joshua e Nayt) – 4:07 (testo: Edoardo Medici, Joshua Bale, Massimiliano Cellamaro, William Mezzanotte – musica: Pablo Miguel Lombroni Capalbo, Vincenzo Luca Faraone)
8. Gelido (feat. Joshua, Mimì e Tormento) – 3:00 (testo: Edoardo Medici, Joshua Bale, Massimiliano Cellamaro, Ernesto Conocchia – musica: Pablo Miguel Lombroni Capalbo, Edoardo Medici, Ernesto Conocchia, Joshua Bale, Massimiliano Cellamaro, Vincenzo Luca Faraone)
9. Mille problemi (feat. Irama, Joshua e Tormento) – 3:10 (testo: Edoardo Medici, Ernesto Conocchia, Filippo Maria Fanti, Joshua Bale, Massimiliano Cellamaro – musica: Pablo Miguel Lombroni Capalbo, Vincenzo Luca Faraone)
10. The One (feat. Joshua, Noyz Narcos, Tormento e TY1) – 2:31 (testo: Edoardo Medici, Emanuele Frasca, Joshua Bale, Massimiliano Cellamaro – musica: Pablo Miguel Lombroni Capalbo, Gianluca Cranco, Jimmy Lean, Vincenzo Luca Faraone)
11. Slow down (feat. Gaia e Roy Woods) – 3:16 (testo: Gaia Gozzi, Denzel Spencer, Massimo D'Ambra – musica: Pablo Miguel Lombroni Capalbo, Vincenzo Luca Faraone)
12. Karma loop (feat. Ele A, Joshua e Tormento) – 3:08 (testo: Eleonora Antognini, Ernesto Conocchia, Joshua Bale, Massimiliano Cellamaro – musica: Pablo Miguel Lombroni Capalbo, Vincenzo Luca Faraone, Roberto Lamanna)
13. Killer baby (feat. Joshua e Tormento) – 2:30 (testo: Edoardo Medici, Ernesto Conocchia, Joshua Bale, Massimiliano Cellamaro – musica: Pablo Miguel Lombroni Capalbo, Vincenzo Luca Faraone)
14. Spirito libero (feat. Guè, Joshua e Tormento) – 2:59 (testo: Edoardo Medici, Cosimo Fini, Joshua Bale, Massimiliano Cellamaro – musica: Pablo Miguel Lombroni Capalbo, Cosimo Fini, Edoardo Medici, Henry Cosby, Joshua Bale, Massimiliano Cellamaro, Silvia Rose Moy, Stevie Wonder, Vincenzo Luca Faraone)
15. Love me (feat. Joshua, Mimì, Tormento e YellowStraps) – 3:01 (testo: Edoardo Medici, Joshua Bale, Yvan Murenzi, Massimiliano Cellamaro, Mimì Caruso – musica: Pablo Miguel Lombroni Capalbo, Vincenzo Luca Faraone)
16. Immagina (feat. Inoki e Joshua) – 3:04 (testo: Edoardo Medici, Ernesto Conocchia, Fabiano Ballarin, Joshua Bale – musica: Pablo Miguel Lombroni Capalbo, Vincenzo Luca Faraone)
17. Asfalto (feat. Joshua) – 3:32 (testo: Edoardo Medici, Joshua Bale – musica: Pablo Miguel Lombroni Capalbo, Riccardo Zangirolami, Vincenzo Luca Faraone)

## Classifiche
| Classifica (2025) | Posizione massima |
| ----------------- | ----------------- |
| Italia            | 28                |